# Sibbo nya kyrka

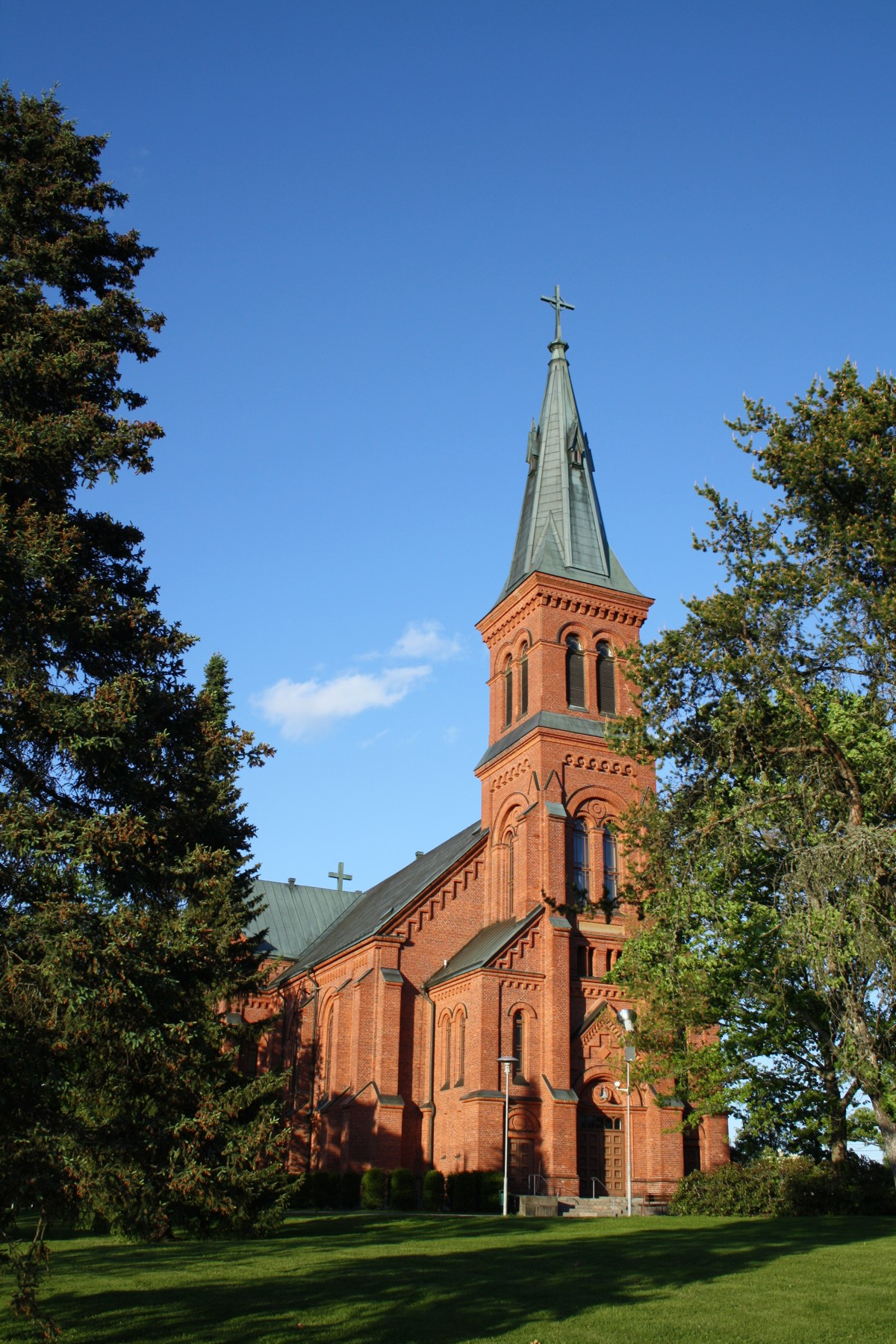
Sibbo nya kyrka

Sibbo nya kyrka är en tegelkyrka från slutet av 1800-talet belägen i Sibbo kyrkby i kommunen med samma namn. 

## Historia
Kyrkan byggdes år 1885 enligt ritningar av arkitekt Theodor Decker som då bodde på närbelägna Östersundom gård. Det är frågan om en tornförsedd långkyrka med tvärskepp enligt modell av medeltida europeiska katedraler. Stilen är nygotisk. 
Kyrkan hade ursprungligen sittplats för 1 500 personer, men numera endast för 1 100. Vid en renovering 2001 återställdes kyrkan till sitt ursprungliga utseende. Jordvärme har installerats för att minska uppvärmningskostnaderna.

## Inventarier
- Altartavlan är målad av Alexandra Frosterus-Såltin och är en kopia av en målning utförd av dansken Carl Bloch.